# Xã Smith, Quận Cleveland, Arkansas
Xã Smith (tiếng Anh: Smith Township) là một xã thuộc quận Cleveland, tiểu bang Arkansas, Hoa Kỳ. Năm 2010, dân số của xã này là 424 người.